# Homaliodendron paquei
Homaliodendron paquei är en bladmossart som beskrevs av Brotherus 1906. Homaliodendron paquei ingår i släktet Homaliodendron och familjen Neckeraceae. Inga underarter finns listade i Catalogue of Life.